# Sound of Mull

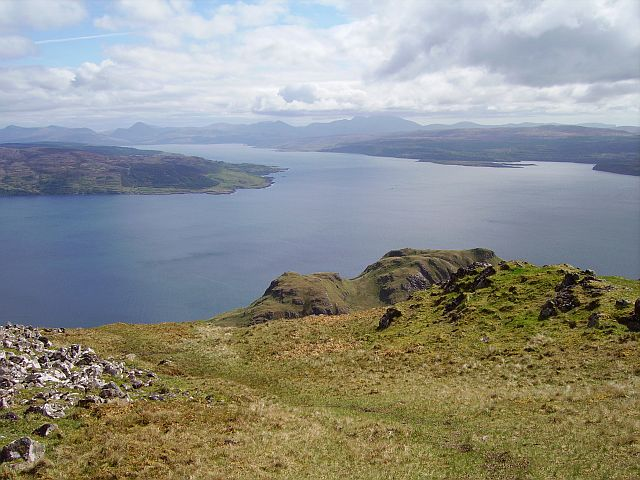
Sound of Mull

Il Sound of Mull è un sound situato tra l'isola di Mull, facente parte delle Ebridi Interne, e la terraferma scozzese. Costituisce una parte dell'Oceano Atlantico.